# Stelle principali della costellazione della Poppa
Segue un prospetto delle stelle principali della costellazione della Poppa, elencate per magnitudine decrescente.